# Quốc ca Krym
Quốc ca Krym (tiếng Tatar Krym: Qırım Gimni; tiếng Ukraina: Гімн Криму, Himn Krymu; tiếng Nga: Гимн Крыма, Gimn Kryma) là quốc ca chính thức của Krym. Bài quốc ca được sáng tác bởi Olga Golubeva, và được phổ nhạc bởi Alemdar Karamanov.
Bài quốc ca được chọn sau một cuộc thi tổ chức bởi Nghị viện Krym vào ngày 26 tháng 2 năm 1992. Nó được chấp nhận chính thức vào ngày 18 tháng 10 năm 2000.
Hiện tại bài quốc ca được sử dụng bởi cả Cộng hòa Krym (chủ thể liên bang của Nga) và Cộng hòa Tự trị Krym (tuyên bố bởi Ukraina).

## Lời

### Tiếng Ukraina
| Ký tự Cyrill | Latinh hóa |
| --- | --- |
| Ниви і гори твої чарівні, Батьківщино, Сонце і море твої цілющі, Батьківщино. Цю землю ми збережімо І онукам залишімо квітучий, як сад, Крим, Квітучий, як сад, Крим! Зорі волі тебе зігріли, Батьківщино, Брати-народи тебе оспівали, Батьківщино. Цю землю ми збережімо І разом, кримчани, прославімо в століттях Крим, Прославімо в століттях Крим! Слався, Криме! | Nyvy i hory tvoyi čarivni, Baťkivščyno, Sonce i more tvoji ciljušči, Batʹkivščyno. Ću zemľu my zberežimo I onukam zalyšimo kvitučyj, jak sad, Krym, Kvitučyj, jak sad, Krym! Zori voli tebe zihrily, Baťkivščyno, Braty-narody tebe ospivaly, Baťkivščyno. Ću zemľu my zberežimo I razom, krymčany, proslavimo v stoliťťach Krym, Proslavimo v stoliťťach Krym! Slavśa, Kryme! |

### Tiếng Nga
| Ký tự Cyrill | Latinh hóa |
| --- | --- |
| Нивы и горы твои волшебны, Родина, Солнце и море твои целебны, Родина. Эту землю мы сохраним И внукам оставим цветущий, как сад, Крым, Цветущий, как сад, Крым! Зори свободы тебя согрели, Родина, Братья-народы тебя воспели, Родина. Эту землю мы сохраним И вместе, крымчане, прославим в веках Крым, Прославим в веках Крым! Славься, Крым! | Nivy i gory tvoi volshebny, Rodina, Solntse i more tvoi tselebny, Rodina. Etu zemlyu my sokhranim I vnukam ostavim Tsvetushtsiy, kak sad, Krym, Tsvetushtsiy, kak sad, Krym! Zori svobody tebya sogreli, Rodina, Brat'ya-narody tebya vospeli, Rodina. Etu zemlyu my sokhranim I vmeste, krymchane, proslavim v vekakh Krym, Proslavim v vekakh Krym! Slav'sya, Krym! |

### Tiếng Việt
Cánh đồng và ngọn núi huyền diệu của Người, ô Quê hương,
Mặt trời và biển mặn của Người, ô Quê hương.
Vùng đất này được chúng ta bảo tồn
Và sẽ để lại cho những con cháu nở hoa, như một khu vườn, Krym,
Nở, như một khu vườn, Krym!

Bình minh của tự do sưởi ấm Người, ô Quê hương,
Anh em nhân dân tôn vinh Người, ô quê hương.
Vùng đất này được chúng ta bảo tồn
Và chúng ta, những người Krym, sẽ cùng nhau ca ngợi Krym trong nhiều thế kỷ.
Ca ngợi Krym trong nhiều thế kỷ!

Vinh quang cho Crimea!